# Leptospermum obovatum
Leptospermum obovatum là một loài thực vật có hoa trong Họ Đào kim nương. Loài này được Sweet mô tả khoa học đầu tiên năm 1827.